# Luca Monari
Luca Monari (Roma, 14 dicembre 1971) è un ex calciatore italiano.